# Туберкулёзный коксит
Туберкулёзный коксит (туберкулёзный артрит) — коксит туберкулёзной этиологии. Под кокситом понимается воспаление сустава, то есть является синонимом слова «артрит». Причинами туберкулёзного коксита являются заражение сустава туберкулёзной палочкой из основных очагов инфекции (напр. туберкулёз лёгких). Лечение данного заболевания подразумевает назначение противотуберкулёзных препаратов.

## Причины туберкулёзного коксита
- Заражение туберкулёзной палочкой из отдалённых очагов;
- Недостаточность иммунной системы;
- Открытая травма.

## Симптомы туберкулёзного коксита
- Боль в суставе (артралгия);
- Повышение температуры тела (лихорадка);
- Покраснение ткани над поражённым суставом;
- Симптомы интоксикации.

## Лечение туберкулёзного коксита
Как правило, назначаются противотуберкулёзные препараты для лечения туберкулёзного коксита (артрита), а также для уничтожения туберкулёзных палочек.

## Осложнения туберкулёзного коксита
- Заражение крови (сепсис);
- Туберкулёз почек, лёгких;
- Смерть.

## Профилактика
- Санация и лечение основного очага инфекции;
- Правильное питание;
- Необходима физическая активность для усиления иммунитета.[2]